# Aéroport international de Shanghai-Pudong
L'aéroport international de Shanghai-Pudong (code IATA : PVG • code OACI : ZSPD) est l'un des deux aéroports internationaux de la municipalité de Shanghai et un important centre d'aviation de la Chine.
L'aéroport de Pudong sert principalement des vols internationaux, tandis que l'autre aéroport important de la ville, l'aéroport international de Shanghai-Hongqiao, dessert principalement les vols intérieurs et régionaux. Situé à environ 30 kilomètres (19 mi) à l'est du centre-ville, dans le nouveau district de Pudong, l'aéroport de Pudong occupe un site de 40 kilomètres carrés (10 000 acres) adjacent à la côte. L'aéroport est exploité par Shanghai Airport Authority (en chinois : 上海机场集团公司, SSE: 600009).

## Présentation
L'aéroport est la plaque tournante principale de China Eastern Airlines et de Shanghai Airlines, et un hub international important pour Air China, ainsi que le hub secondaire de China Southern Airlines. Il est également la plaque tournante pour les compagnies aériennes privées Juneyao Airlines et Spring Airlines, et un hub de fret pour l'Asie-Pacifique pour UPS et DHL. Le hub de DHL, ouvert en juillet 2012, est considéré comme le plus grand hub express d'Asie.
L'aéroport de Pudong est un centre de croissance rapide pour le trafic de passagers et de marchandises. Avec 3 440 279,7 tonnes traitées en 2016, l'aéroport est le troisième aéroport le plus achalandé au monde par le trafic de marchandises. L'aéroport de Pudong a également accueilli un total de 66 002 414 passagers en 2016, ce qui en fait l'aéroport le plus fréquenté de Chine, le cinquième en Asie et le neuvième au monde. À la fin de 2016, l'aéroport de Pudong accueillait 104 compagnies aériennes desservant plus de 210 destinations.
Shanghai-Pudong est l'aéroport le plus fréquenté de Chine pour l'international (environ la moitié de son trafic passagers). Il est relié à la ligne 2 du métro de Shanghai et au train Maglev de Shanghai via la gare de l'aéroport international de Pudong, et le train interurbain de l'aéroport de Shanghai via la gare de Shanghai-Pudong.
En 2017, le trafic passagers de l'aéroport international de Pudong est de 70 millions de passagers, classé deuxième en Chine continentale (après l'aéroport international de Pékin). Le débit de fret de 3,84 millions de tonnes le classe premier en Chine continentale et troisième au monde. L'aéroport a enregistré près de 500 000 mouvements cette année-ci.

## Situation

### Carte des 50 premiers aéroports de Chine
| \| 500 km1:25 016 000 \| Baotou Canton Changchun Changsha Chengdu-CTU Chengdu-TFU Chongqing Dalian Fuzhou Guilin Guiyang Haikou Hailar Hangzhou Harbin Hefei Hohhot Jinan Jinghong Kunming Lanzhou Lhassa Lijiang Nanchang Nankin Nanning Ningbo Pékin · Capitale Pékin · Daxing Qingdao Quanzhou Sanya Shanghaï-Pudong Shanghaï-Hongqiao Shantou-Chaozhou-Jieyang Shenyang Shenzhen Shijiazhuang Taiyuan Tianjin Ürümqi Wenzhou Wuhan Suzhou Xiamen Xi'an Xining Yantai Yinchuan Zhengzhou Zhuhai-Jinwan |
| 500 km1:25 016 000 |

## Terminaux

Plan d'Aéroport

L'aéroport possède deux terminaux passagers principaux T1 et T2, flanqués des deux côtés par cinq pistes parallèles.

### Terminal 1
Le bâtiment principal du terminal 1 est l'œuvre de l'architecte français Paul Andreu, avec Michel Desvignes comme paysagiste. L'aéroport a été achevé en 2002, mais il était déjà opérationnel dès le début de l'année 2001. Il a été construit pour répondre à la demande de trafic et soulager le trafic de l'aéroport international de Shanghai-Hongqiao. L’extérieur du terminal 1 a la forme d’une mouette et compte 28 portes. La capacité du terminal 1 est de 20 millions de passagers. Il dispose actuellement de 204 comptoirs d’enregistrement et couvre une superficie de 280 000 mètres carrés.
Les portes du terminal 1 sont les suivantes : 1-12, 14-29 (reliées à la passerelle), tandis que les portes distantes sont les suivantes : 201-211, 533-543, 115-117, 251-255, 256-258 et 511-521.

Le terminal 1 accueille principalement les vols de China Eastern Airlines ainsi que les autres compagnies de l'alliance Skyteam, dont Air France.

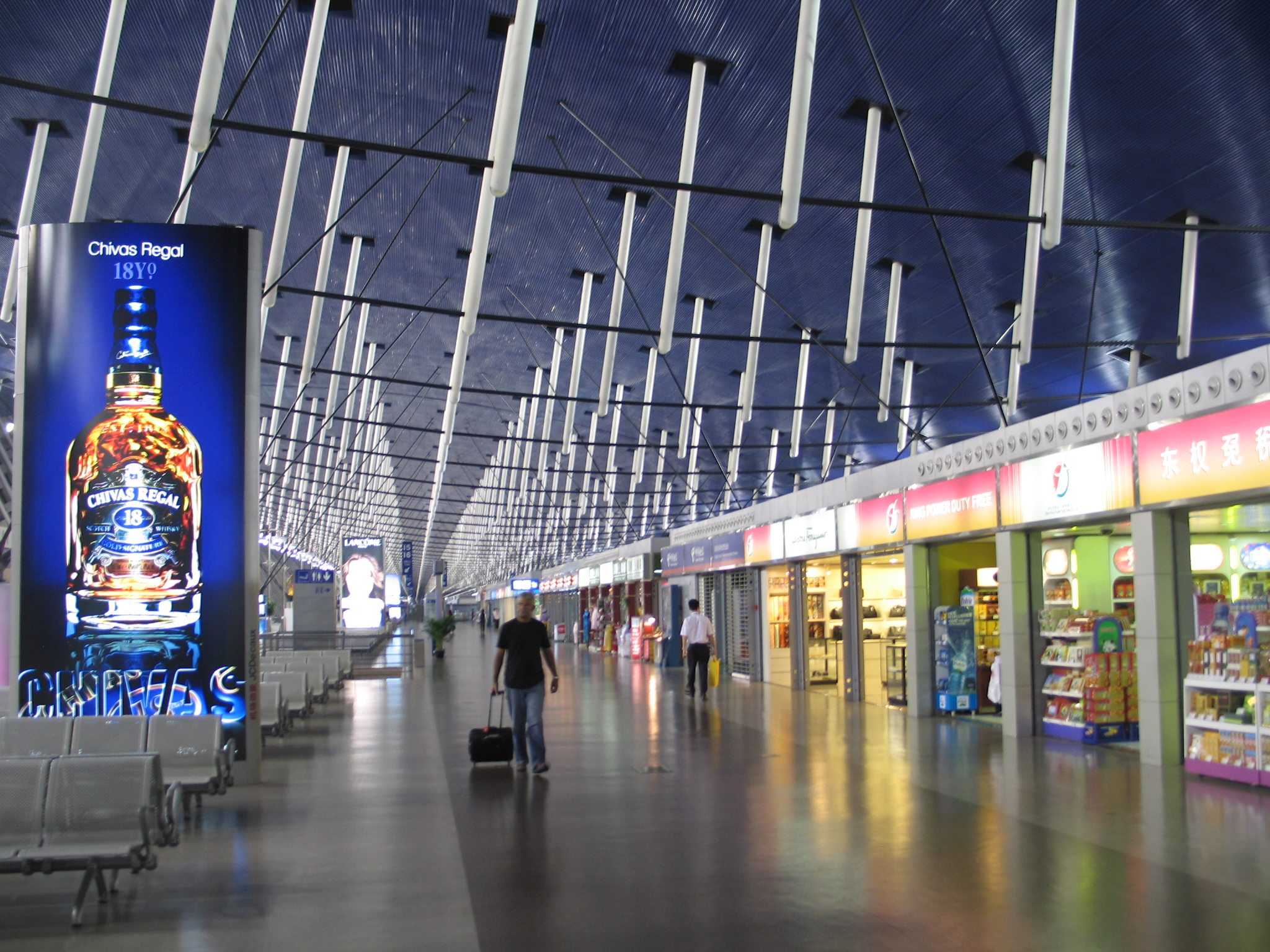
Intérieur du Terminal 1.
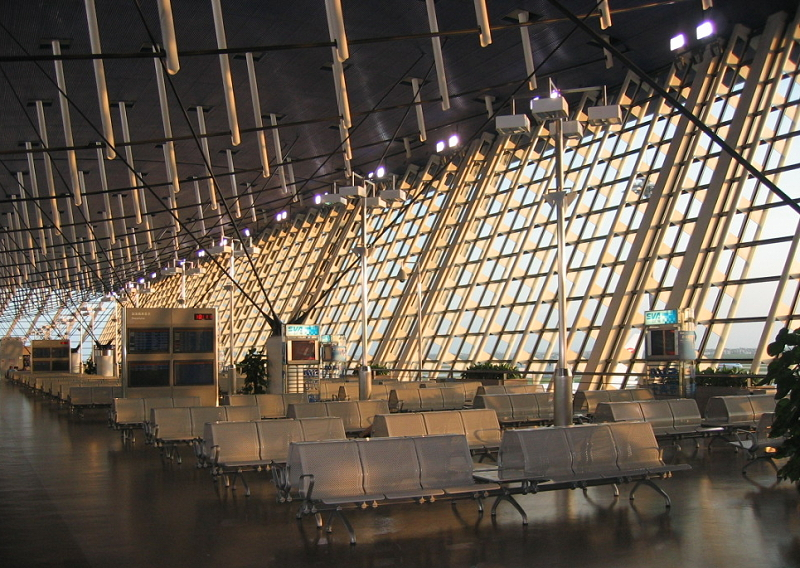
Intérieur du Terminal 1.
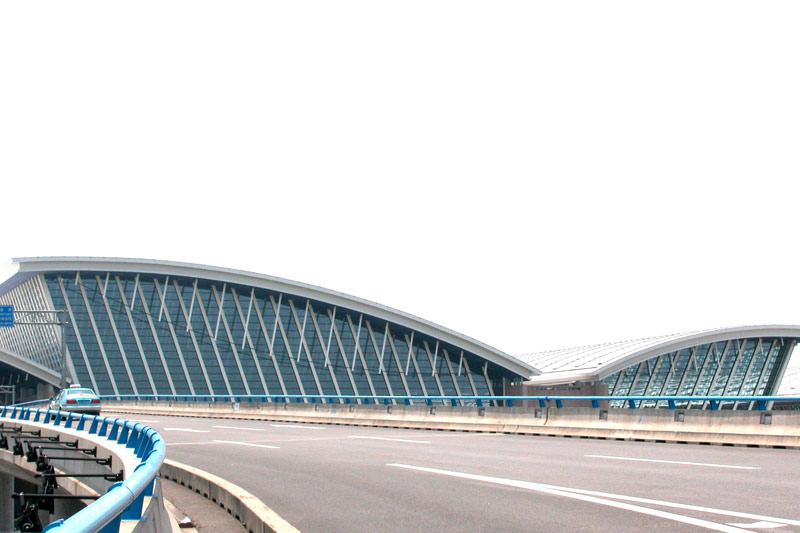
Extérieur du Terminal 1.

### Terminal 2
Le terminal 2, officiellement ouvert le 26 mars 2008, offre, avec la troisième piste, une capacité de 60 millions de passagers et 4,2 millions de tonnes de fret par an. Le terminal 2 a la forme du terminal 1, bien qu'il ressemble davantage à une vague et qu'il soit légèrement plus grand que le terminal 1. Le terminal 2 a également plus de niveaux que le terminal 1. Le terminal 2 est principalement utilisé par Air China et d'autres membres de l'alliance Star Alliance.

Les portes du terminal 2 sont les suivantes : 50–65, 67–79, 80–98 (notez que les portes 58–90 sont utilisées à la fois par les portes C (utilisées pour les vols intérieurs) et par les portes D (utilisées pour les vols internationaux). entre les portes 65–79 ne sont que des nombres impairs (65, 67, 69, 71, 73, 75, 77, 79). Les portes 50–57 et les portes 92–98 sont utilisées uniquement pour les portes C. Les portes distantes du terminal 2 sont 581-586, 589-590, 593-600, 801-816.

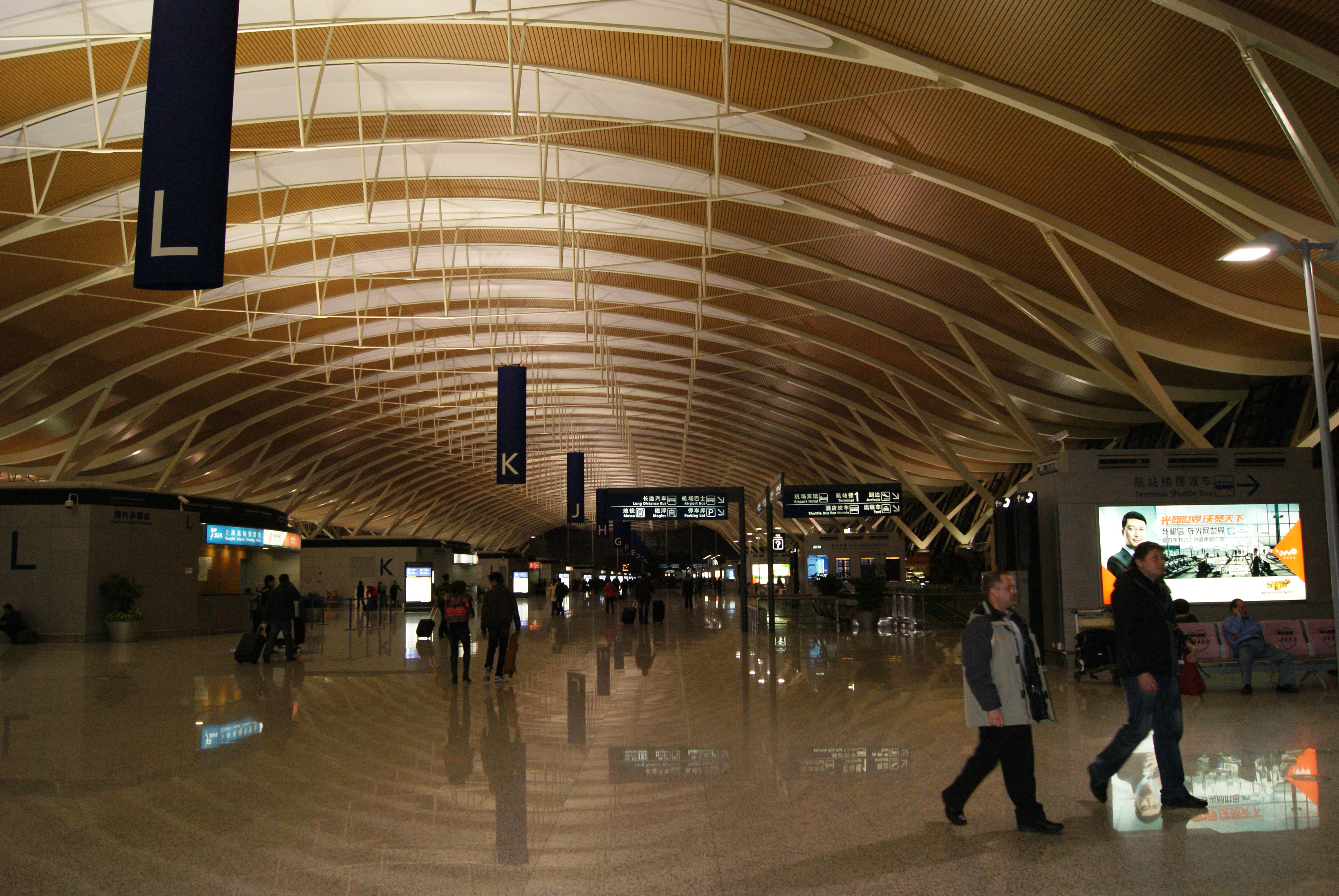
Intérieur du Terminal 2.
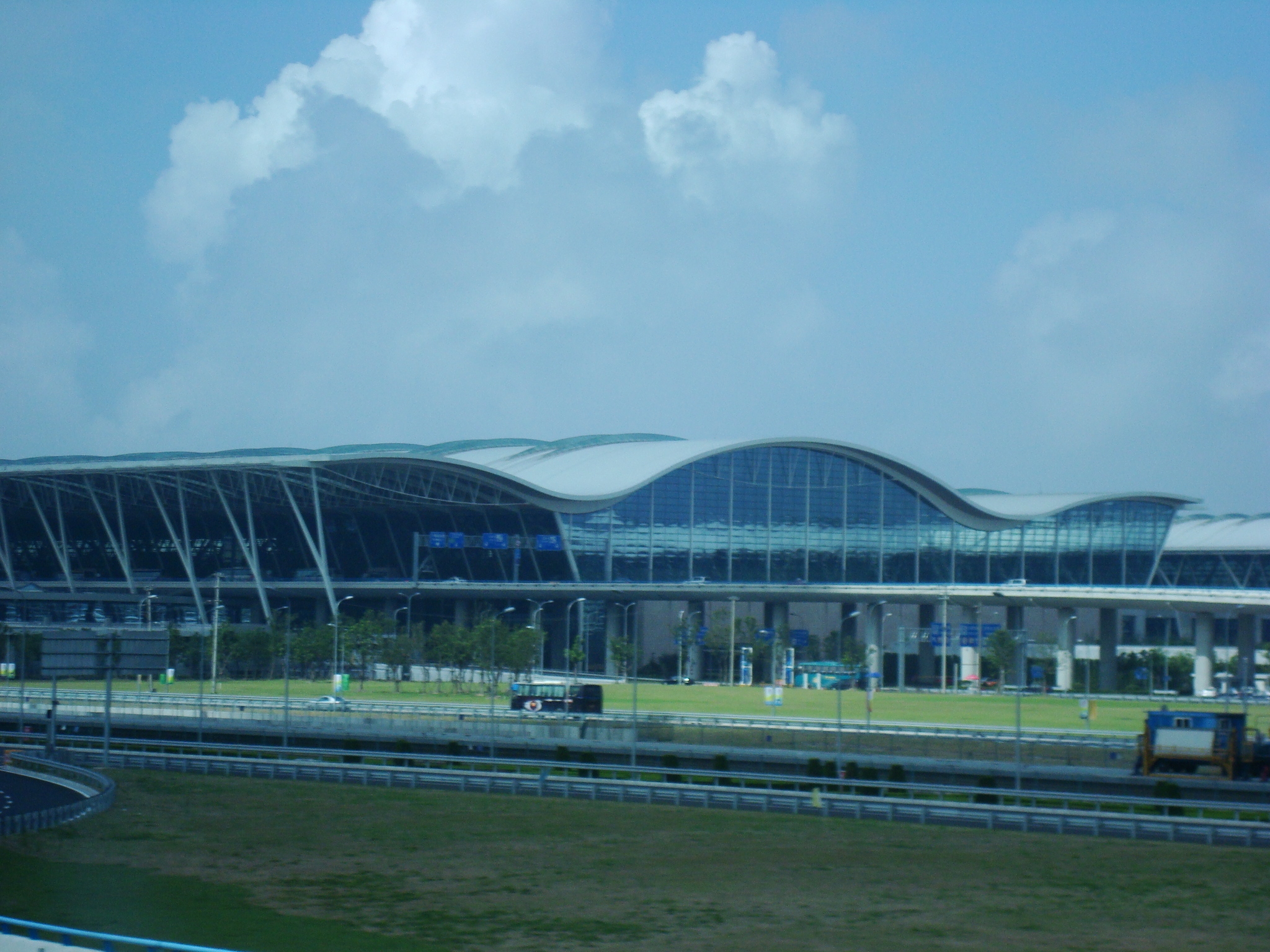
Extérieur du Terminal 2.

### Terminaux S1 et S2
Un troisième complexe de terminaux S1 et S2 pour passagers, prévu depuis 2015, est mis en service le 16 septembre 2019, le jour du 20e anniversaire de l'aéroport. Les deux terminaux S1 et S2, formant un unique bâtiment, sont reliés directement aux deux terminaux T1 et T2 par deux navettes ferroviaires. Les terminaux auront la particularité de proposer un arrangement mixte des vols intérieurs et internationaux, géré par un étage de départ international (portes G), un étage intérieur mixte (portes H) et un étage d'arrivée international.

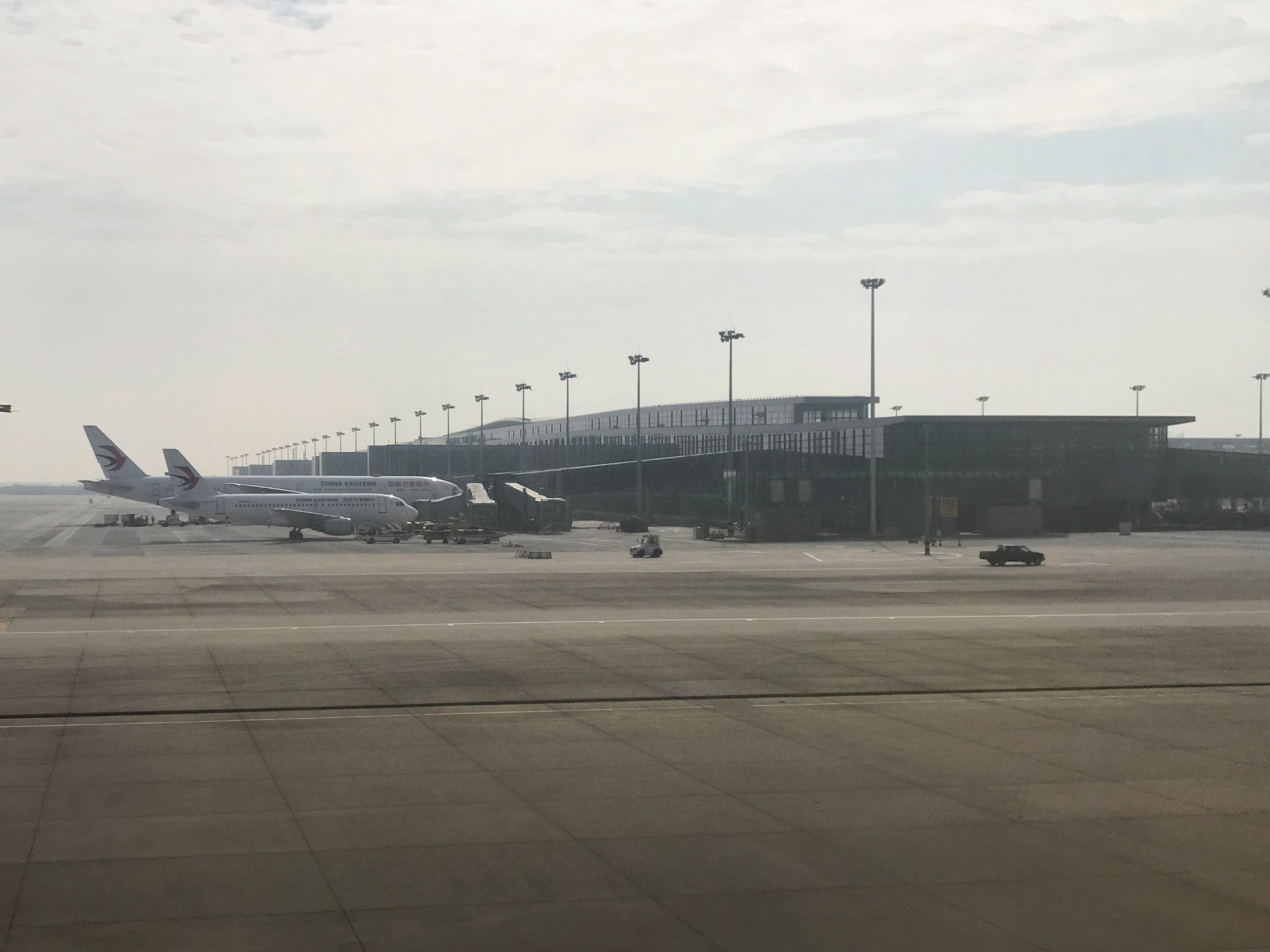
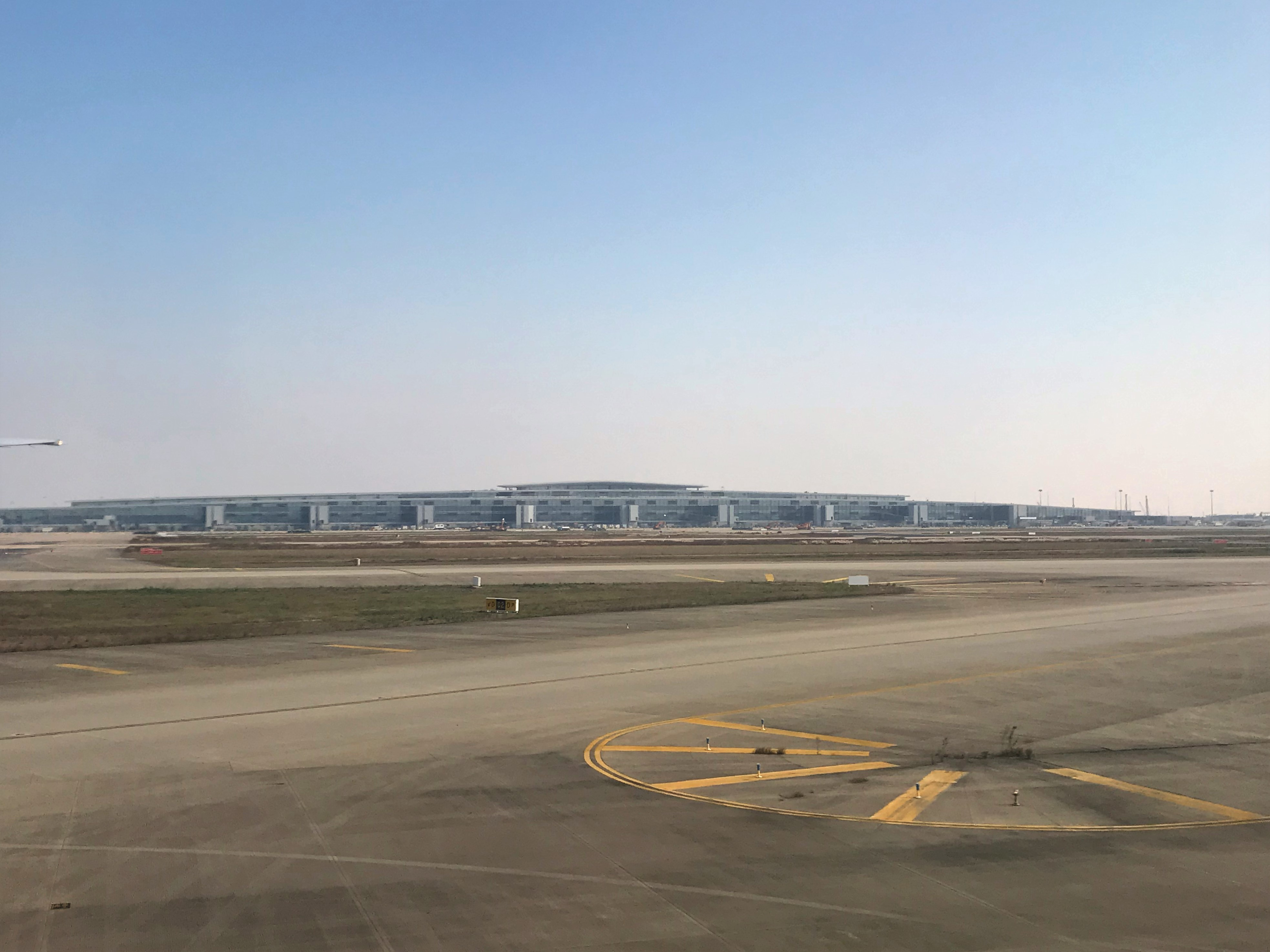

### Terminal 3
La construction d'un troisième terminal au sud des terminaux 1 et 2 a commencé le 20 novembre 2024 et devrait s'achever en 2028.

## Transports

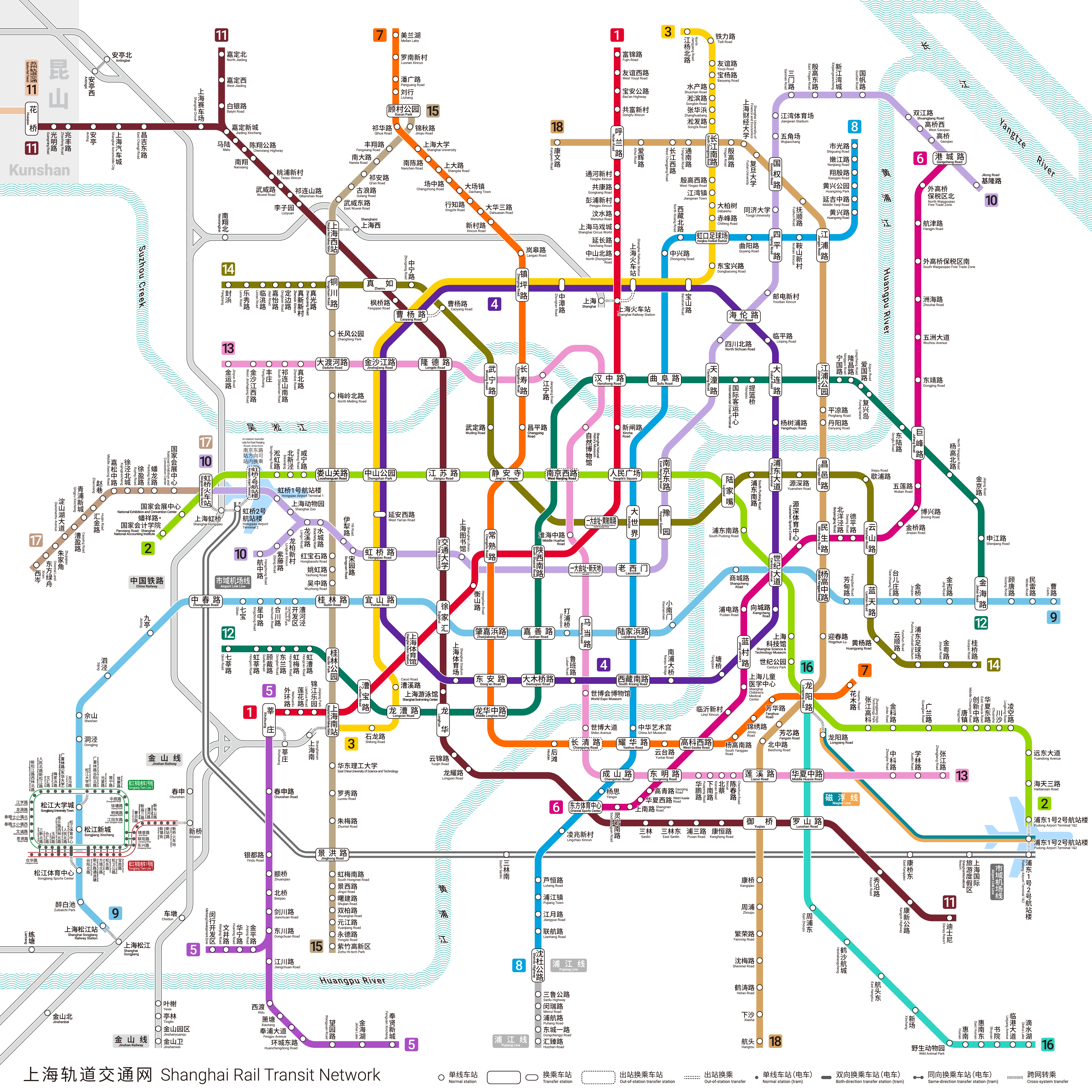
Une carte du transport ferroviaire à Shanghai guide les passagers vers leur destination.

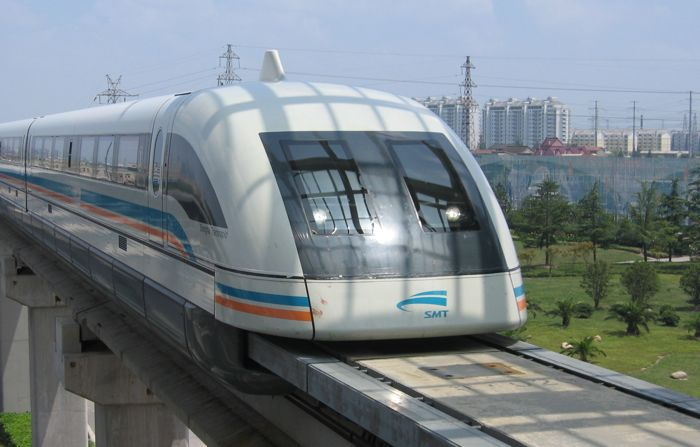
Le train Maglev de Shanghai

Depuis le 1er janvier 2004, l'aéroport est relié au centre-ville de Shanghai par le Transrapid de Shanghai, la seconde ligne de chemin de fer à sustentation magnétique en service commercial au monde et la plus ancienne toujours en activité.

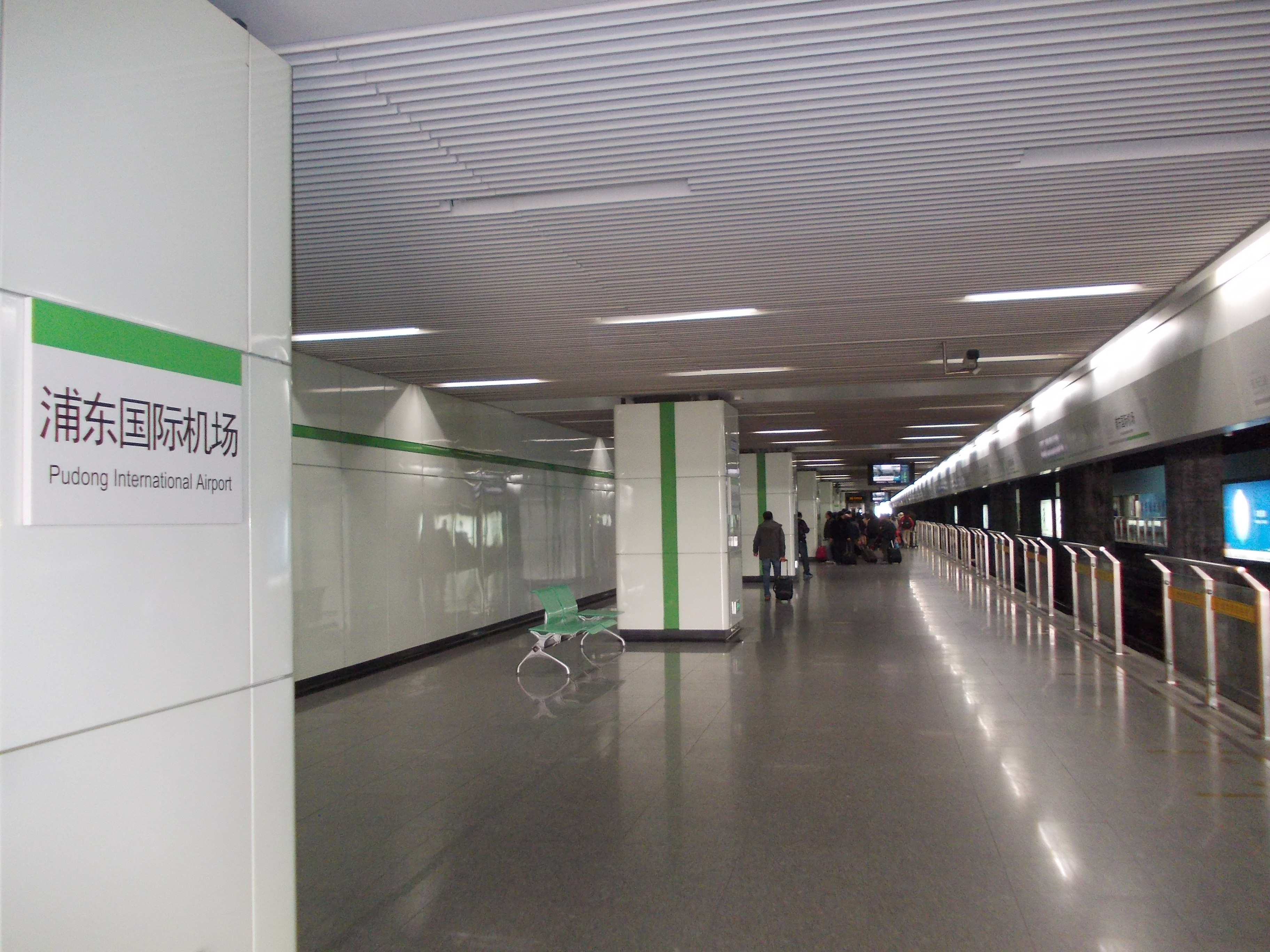
Quai de la ligne 2 à l'aéroport

L'aéroport est également desservi par la ligne 2 du métro de Shanghai, qui dessert le centre-ville en passant notamment par Lujiazui, le quartier d'affaires, la Place du Peuple, la Nanjing Road jusqu'à atteindre le complexe multimodale de Hongqiao (comprenant la gare et l'aéroport).
Depuis le 27 décembre 2024, l'Aiport Link Line, une liaison ferroviaire urbaine, relie les deux aéroports.
Une nouvelle gare ferroviaire à grande vitesse, la gare de Shanghai-Est, est en cours de construction.

## Statistiques
Le graphique qui aurait dû être présenté ici ne peut pas être affiché car il utilise l'ancienne extension Graph, désactivée pour des questions de sécurité. Des indications pour créer un nouveau graphique avec la nouvelle extension Chart sont disponibles ici.

Voir la requête brute et les sources sur Wikidata.

## Compagnies aériennes et destinations

### Passagers
| Compagnies                    | Destinations |
| ----------------------------- | --- |
| 9 Air                         | Canton-Baiyun |
| Aeroflot                      | Moscou Chérémétiévo |
| AirAsia X                     | Kuala Lumpur |
| Air Canada                    | Montréal (P.-E.-Trudeau), Toronto (Pearson), Vancouver |
| Air China                     | - Bangkok-Suvarnabhumi, - Barcelone-El Prat, - Pékin-Capitale, - Pékin-Daxing, - Changchun, - Chengdu-Shuangliu, - Chongqing-Jiangbei, - Dalian-Zhoushuizi, - Francfort, - Fukuoka, - Fuyuan Dongji (en), - Canton-Baiyun, - Guilin-Liangjiang, - Guiyang, - Haikou, - Harbin Taiping, - Hohhot, - Kunming-Changshui, - Lanzhou, - Londres-Heathrow, - Milan-Malpensa, - Munich-F. J. Strauß, - Nagoya-Chūbu, - Nanning, - Osaka-Kansai, - Paris-Charles de Gaulle, - Sendai, - Shenzhen-Bao'an, - Taïwan-Taoyuan, - Tianjin Binhai, - Tokyo-Narita, - Wenzhou-Longwan, - Xi'an-Xianyang, - Xichang (en), - Yinchuan Hedong |
| Air France                    | Paris-Charles de Gaulle |
| Air India                     | Bombay-Chhatrapati-Shivaji, Delhi-Indira Gandhi |
| Air Macau                     | Macao |
| Air Mauritius                 | Maurice-Sir Seewoosagur Ramgoolam |
| Air New Zealand               | Auckland |
| All Nippon Airways            | Osaka-Kansai, Tokyo-Haneda, Tokyo-Narita |
| American Airlines             | Dallas-Fort Worth |
| Asiana Airlines               | Pusan-Gimhae, Séoul-Incheon |
| Austrian Airlines             | Vienne-Schwechat |
| Beijing Capital Airlines      | Lijiang |
| British Airways               | Londres-Heathrow |
| Cambodia Angkor Air           | Phnom Penh, Siem Reap-Angkor |
| Cathay Pacific                | Hong Kong |
| Cebu Pacific                  | Mactan-Cebu, Kalibo, Manille-N. Aquino |
| Chengdu Airlines              | Chengdu-Shuangliu |
| China Airlines                | Kaohsiung, Taïwan-Taoyuan |
| China Eastern Airlines        | - Amsterdam, - Auckland, - Baise Bama, - Bangkok-Suvarnabhumi, - Beihai-Fucheng, - Pékin-Daxing, - Pusan-Gimhae, - Mactan-Cebu, - Changchun, - Changsha, - Chaoyang (en), - Chengdu-Shuangliu, - Chiang Mai, - Chicago-O'Hare, - Chifeng, - Chongqing-Jiangbei, - Clark, - Colombo-Bandaranaike, - Daegu, - Dalian-Zhoushuizi, - Datong (en), - Dazhou Heshi (en), - Delhi-Indira Gandhi, - Denpasar-Bali, - Dubaï, - Francfort, - Fukuoka, - Fuzhou-Chánglè, - Ganzhou Huangjin, - Genève-Cointrin, - Guangyuan Panlong, - Guiyang, - Hami (en), - Handan (zh), - Morioka/Hanamaki (en), - Harbin Taiping, - Hefei, - Heihe Aihui (en), - Hiroshima, - Hô Chi Minh Ville (Tân Sơn Nhất), - Hong Kong, - Huai'an, - Djakarta-S.-Hatta, - Jeju, - Jiagedaqi, - Jiamusi (en), - Shantou-Chaozhou-Jieyang, - Jinan, - Ji'an, - Baie de Jinzhou (en), - Kagoshima, - Katmandou-Tribhuvan, - Komatsu, - Kunming-Changshui, - Lanzhou, - Lhassa-Gonggar, - Linyi (zh), - Liping (zh), - Liupanshui (zh), - Liuzhou, - Londres-Gatwick, - Londres-Heathrow, - Los Angeles, - Lüliang (zh), - Luzhou-Yunlong, - Macao, - Madrid-Barajas, - Malé Velana, - Mandalay, - Manille-N. Aquino, - Matsuyama, - Melbourne-Tullamarine, - Moscou Chérémétiévo, - Muan, - Mudanjiang, - Nagasaki, - Nagoya-Chūbu, - Okinawa-Naha, - Nanchang-Changbei, - Nanchong (en), - Nankin, - New York-John F. Kennedy, - Niigata, - Ningbo, - Okayama, - Osaka-Kansai, - Panzhihua, - Paris-Charles de Gaulle, - Phnom Penh, - Qingdao-Jiaodong, - Qiqihar-Sanjiazi, - Rome Léonard-de-Vinci/Fiumicino, - Saint-Pétersbourg-Poulkovo, - San Francisco, - Sanya-Phénix, - Shin-Chitose, - Séoul-Incheon, - Shennongjia, - Shenyang, - Shenzhen-Bao'an, - Shigatsé, - Shizuoka, - Siem Reap-Angkor, - Singapour-Changi, - Sydney-K. Smith, - Taïwan-Taoyuan, - Taiyuan-Wusu, - Tianjin Binhai, - Tokyo-Haneda, - Tokyo-Narita, - Tonghua, - Tongren Fenghuang (en), - Toronto (Pearson), - Ürümqi-Diwopu, - Vancouver, - Wenzhou-Longwan, - Wuhan, - Xiamen-Gaoqi, - Xi'an-Xianyang, - Xichang (en), - Xingyi (en), - Xining-Caojiabao, - Yanji, - Jinghong Xishuangbanna Gasa, - Rangoun (Yangon), - Yantai, - Yibin Wuliangye (en), - Yichang, - Yichun (zh), - Yingkou (zh), - Yongzhou (zh), - Yuncheng, - Zhangjiajie, - Zhangjiakou Ningyuan (en), - Zhanjiang-Wuchuan, - Zhengzhou, - Zhoushan Putuoshan, - Zhuhai, - Zunyi (zh) En saison :Asahikawa (en), Brisbane, Stockholm-Arlanda |
| China Southern Airlines       | - Bangkok-Suvarnabhumi, - Baishan (zh), - Changchun, - Changsha, - Chengdu-Shuangliu, - Dalian-Zhoushuizi, - Dandong (en), - Daqing, - Fukuoka, - Canton-Baiyun, - Guilin-Liangjiang, - Guiyang, - Haikou, - Harbin Taiping, - Hô Chi Minh Ville (Tân Sơn Nhất), - Jiamusi (en), - Shantou-Chaozhou-Jieyang, - Kunming-Changshui, - Dehong Mangshi, - Nagoya-Chūbu, - Nanning, - Nanyang, - Osaka-Kansai, - Qingdao-Jiaodong, - Quanzhou Jinjiang, - Sanya-Phénix, - Séoul-Incheon, - Shenyang, - Shenzhen-Bao'an, - Taïwan-Taoyuan, - Tokyo-Narita, - Ürümqi-Diwopu, - Wuhan, - Xining-Caojiabao, - Yanji, - Yinchuan Hedong, - Zhengzhou, - Zhuhai |
| Chongqing Airlines            | Chongqing-Jiangbei |
| China United Airlines         | Pékin-Daxing, Shijiazhuang, Tianjin Binhai |
| Dalian Airlines               | Dalian-Zhoushuizi |
| Delta Air Lines               | Atlanta H.-Jackson, Détroit, Los Angeles, Seattle-Tacoma |
| Donghai Airlines              | Quanzhou Jinjiang |
| Eastar Jet                    | Cheongju, Jeju, Séoul-Incheon |
| El Al                         | Tel Aviv - Ben Gourion |
| Emirates                      | Dubaï |
| Ethiopian Airlines            | Addis-Abeba Bole |
| Etihad Airways                | Abou Dabi |
| EVA Air                       | Kaohsiung, Taïwan-Taoyuan |
| Finnair                       | Helsinki-Vantaa |
| Fuzhou Airlines               | Fuzhou-Chánglè |
| Garuda Indonesia              | Denpasar-Bali, Djakarta-S.-Hatta |
| Hainan Airlines               | Pékin-Capitale, Boston Logan, Changsha, Chongqing-Jiangbei, Dalian-Zhoushuizi, Canton-Baiyun, Haikou, Hohhot, Seattle-Tacoma, Shenzhen-Bao'an, Taiyuan-Wusu, Weifang (en), Xi'an-Xianyang |
| Hebei Airlines                | Shijiazhuang |
| Hong Kong Airlines            | Hong Kong |
| Iberia                        | Madrid-Barajas |
| Japan Airlines                | Nagoya-Chūbu, Osaka-Kansai, Tokyo-Haneda, Tokyo-Narita |
| Jetstar Japan                 | Tokyo-Narita |
| Jin Air                       | Jeju |
| Juneyao Airlines              | - Bangkok-Suvarnabhumi, - Bayannur (zh), - Beihai-Fucheng, - Mactan-Cebu, - Baishan (zh), - Changchun, - Changsha, - Changzhi-Wangcun (en), - Chiang Mai, - Chongqing-Jiangbei, - Dalian-Zhoushuizi, - Dongying (en), - Fuzhou-Chánglè, - Guilin-Liangjiang, - Guiyang, - Guyuan Liupanshan, - Haikou, - Hailar, - Hanzhong, - Harbin Taiping, - Helsinki-Vantaa, - Hohhot, - Hong Kong, - Huizhou Pingtan (en), - Jeju, - Jinchang Jinchuan (en), - Kalibo, - Kaohsiung, - Kunming-Changshui, - Lanzhou, - Lijiang, - Linfen (zh), - Longyan Guanzhishan (en), - Macao, - Mianyang Nanjiao, - Nagoya-Chūbu, - Okinawa-Naha, - Nankin, - Osaka-Kansai, - Phuket, - Qianjiang Wulingshan (en), - Qingdao-Jiaodong, - Sanming (en), - Sanya-Phénix, - Shin-Chitose, - Shenyang, - Shenzhen-Bao'an, - Singapour-Changi, - Songyuan Chaganhu (en), - Taïwan-Taoyuan, - Tianjin Binhai, - Tokyo-Haneda, - Tokyo-Narita, - Tongliao (en), - Tongren Fenghuang (en), - Ulanqab Jining (en), - Ürümqi-Diwopu, - Vladivostok, - Wuhan, - Xiamen-Gaoqi, - Xi'an-Xianyang, - Xiangyang-Luiji, - Xining-Caojiabao, - Yinchuan Hedong, - Miho-Yonago, - Yueyang, - Zhangjiajie, - Zhangye, - Zhengzhou, - Zhongwei En saison : Irkoutsk |
| KLM                           | Amsterdam |
| Korean Air                    | Pusan-Gimhae, Séoul-Incheon |
| Kunming Airlines              | Kunming-Changshui |
| Lao Airlines                  | Vientiane-Wattay |
| Lion Air                      | Denpasar-Bali, Manado-S. Ratulangi |
| Lucky Air                     | Kunming-Changshui |
| Lufthansa                     | Francfort, Munich-F. J. Strauß |
| Mahan Air                     | Téhéran-Imam-Khomeini |
| Malaysia Airlines             | Kota Kinabalu, Kuala Lumpur |
| PAL Express                   | Kalibo |
| Peach                         | Osaka-Kansai, Tokyo-Haneda |
| Philippine Airlines           | Manille-N. Aquino |
| Philippines AirAsia           | Kalibo, Manille-N. Aquino |
| Qantas                        | Sydney-K. Smith |
| Qatar Airways                 | Doha-Hamad |
| Qingdao Airlines              | Qingdao-Jiaodong |
| Royal Brunei Airlines         | Bandar Seri Begawan |
| S7 Airlines                   | Vladivostok En saison : Novossibirsk-Tolmatchevo |
| Shandong Airlines             | Harbin Taiping, Qingdao-Jiaodong, Xiamen-Gaoqi, Zhuhai |
| Shanghai Airlines             | - Anshan-Teng'ao (en), - Baotou-Donghe, - Budapest-Ferenc Liszt, - Pusan-Gimhae, - Changchun, - Changsha, - Chengdu-Shuangliu, - Chiang Mai, - Dalian-Zhoushuizi, - Denpasar-Bali, - Guilin-Liangjiang, - Guiyang, - Haikou, - Harbin Taiping, - Hengyang, - Hong Kong, - Shantou-Chaozhou-Jieyang, - Jining Da'an (en), - Baie de Jinzhou (en), - Karamay (en), - Kota Kinabalu, - Kuala Lumpur, - Kunming-Changshui, - Lanzhou, - Lianyungang-Huaguoshan, - Linfen (zh), - Linyi (zh), - Macao, - Marseille-Provence, - Melbourne-Tullamarine, - Mianyang Nanjiao, - Nanning, - Ordos Ejin Horo, - Osaka-Kansai, - Phuket, - Qinhuangdao Beidaihe, - Qionghai-Bo'ao (en), - Rizhao Shanzihe (en), - Sanya-Phénix, - Séoul-Incheon, - Shenyang, - Taïpei-Songshan, - Tangshan Sannühe (en), - Tianjin Binhai, - Tokyo-Haneda, - Tongliao (en), - Toyama (en), - Turpan Jiaohe (en), - Ürümqi-Diwopu, - Wanzhou-Wuqiao, - Wēihǎi, - Wenzhou-Longwan, - Xi'an-Xianyang, - Xinzhou (zh), - Yichang, - Yinchuan Hedong, - Yuncheng, - Zhangjiajie, - Zhanjiang-Wuchuan, - Zhengzhou En saison : Krabi, Malé Velana |
| Shenzhen Airlines             | Nanchang-Changbei, Quanzhou Jinjiang, Shenyang, Shenzhen-Bao'an |
| Sichuan Airlines              | Chengdu-Shuangliu, Chongqing-Jiangbei, Harbin Taiping, Kunming-Changshui, Saipan, Sanya-Phénix, Xi'an-Xianyang |
| Singapore Airlines            | Singapour-Changi |
| Spring Airlines               | - Anshun-Huangguoshu (en), - Bangkok-Suvarnabhumi, - Beihai-Fucheng, - Baishan (zh), - Changchun, - Changsha, - Chiang Mai, - Chongqing-Jiangbei, - Dalian-Zhoushuizi, - Guilin-Liangjiang, - Harbin Taiping - Hong Kong, - Ibaraki, - Jeju, - Shantou-Chaozhou-Jieyang, - Kaohsiung, - Kota Kinabalu, - Krabi, - Lanzhou, - Macao, - Mianyang Nanjiao, - Nagoya-Chūbu, - Nanning, - Cam Ranh, - Osaka-Kansai, - Phnom Penh, - Phuket, - Qingyang (en), - Saga (en), - Sanya-Phénix, - Shin-Chitose, - Shenyang, - Shijiazhuang, - Shiyan Wudangshan (en), - Singapour-Changi, - Surat Thani (en), - Taïwan-Taoyuan, - Taiyuan-Wusu, - Takamatsu, - Tianjin Binhai, - Tokyo-Haneda, - Tokyo-Narita, - Rangoun (Yangon), - Zhangjiajie, |
| Spring Airlines Japan         | Tokyo-Narita |
| SriLankan Airlines            | Colombo-Bandaranaike |
| Sriwijaya Air                 | Charter : Denpasar-Bali, Djakarta-S.-Hatta |
| Swiss International Air Lines | Zurich |
| Thai AirAsia X                | Bangkok-Don Muang |
| Thai Airways                  | Bangkok-Suvarnabhumi |
| Thai Lion Air                 | Bangkok-Don Muang, Phuket |
| Tianjin Airlines              | Dalian-Zhoushuizi, Haikou, Meixian (en), Tianjin Binhai, Wēihǎi |
| Transaero                     | En saison charter : Iékaterinbourg-Koltsovo, Moscou Chérémétiévo |
| Turkish Airlines              | Istanbul |
| T'way Airlines                | Daegu |
| United Airlines               | Chicago-O'Hare, Los Angeles, Newark-Liberty, San Francisco |
| Vietnam Airlines              | Đà Nẵng, Hanoï-Nội Bài, Hô Chi Minh Ville (Tân Sơn Nhất), Cam Ranh |
| VIM Airlines                  | En saison charter : Moscou-Domodédovo |
| Virgin Atlantic               | Londres-Heathrow |
| West Air                      | Chongqing-Jiangbei, Quanzhou Jinjiang |
| XiamenAir                     | Dalian-Zhoushuizi, Quanzhou Jinjiang, Tianjin Binhai |

Édité le 17/03/2019  Actualisé le 09/06/2021

### Cargo
| Compagnies               | Destinations                                                                                       |
| ------------------------ | -------------------------------------------------------------------------------------------------- |
| Aeroflot-Cargo           | Novossibirsk                                                                                       |
| AirBridgeCargo Airlines  | Krasnoïarsk                                                                                        |
| Air Hong Kong            | Hong Kong                                                                                          |
| ANA & JP Express         | ?                                                                                                  |
| Atlas Air                | Chicago-O'Hare, Francfort, Honolulu, Melbourne, New York-JFK, Sydney                               |
| Air China Cargo          | Los Angeles, Manchester, Portland (OR)                                                             |
| Cargolux                 | Luxembourg                                                                                         |
| China Cargo Airlines     | ?                                                                                                  |
| El Al Cargo              | Tel Aviv                                                                                           |
| Emirates SkyCargo        | Dubaï                                                                                              |
| Ethiopian Airlines       | Addis Abeba                                                                                        |
| Euro Cargo Air           | Brno                                                                                               |
| FedEx Express            | Anchorage, Canton                                                                                  |
| Great Wall Airlines      | Amsterdam, Manchester                                                                              |
| JAL Cargo                | Tokyo-Narita                                                                                       |
| KLM Cargo                | Amsterdam                                                                                          |
| MASkargo                 | Amsterdam, Bâle/Mulhouse, Kuala Lumpur-Sepang, Penang, Tashkent                                    |
| MNG Airlines             | Almaty                                                                                             |
| Nippon Cargo Airlines    | Osaka-Kansai, Tokyo-Narita                                                                         |
| Polar Air Cargo          | Anchorage                                                                                          |
| SAS Cargo Group          | Pekin-Capital, Copenhague                                                                          |
| Shanghai Airlines Cargo  | ?                                                                                                  |
| Singapore Airlines Cargo | Los Angeles, Singapour                                                                             |
| TNT Airways              | Liège, Singapour                                                                                   |
| UPS Airlines             | Anchorage, Louisville                                                                              |
| Volga-Dnepr              | Abakan                                                                                             |
| Yangtze River Express    | Anchorage, Chengdu, Chongqing, Los Angeles, Novossibirsk, Pékin-Capital, Osaka, Qingdao, Zhengzhou |